# Pleasant View (Utah)
Pleasant View – miasto w Stanach Zjednoczonych, w stanie Utah, w hrabstwie Weber.